# Unione Sportiva Città di Pontedera 2023-2024
Questa voce raccoglie le informazioni riguardanti l'Unione Sportiva Città di Pontedera nelle competizioni ufficiali della stagione 2023-2024.

## Divise e sponsor
Il fornitore tecnico per la stagione 2023-24 è Erreà.
| Casa | Trasferta | Terza divisa |

## Rosa
| N. |                        | Ruolo | Calciatore          |
| -- | ---------------------- | ----- | ------------------- |
| 1  | Stati Uniti (bandiera) | P     | Luca Lewis          |
| 2  | Italia (bandiera)      | D     | Lorenzo Gagliardi   |
| 3  | Italia (bandiera)      | D     | Samuele Angori      |
| 4  | Italia (bandiera)      | D     | Gabriele Calvani    |
| 5  | Italia (bandiera)      | D     | Riccardo Martinelli |
| 6  | Italia (bandiera)      | D     | Mattia Pretato      |
| 7  | Italia (bandiera)      | A     | Michele Ambrosini   |
| 8  | Italia (bandiera)      | C     | Federico Marrone    |
| 9  | Italia (bandiera)      | A     | Daniel Fossati      |
| 10 | Italia (bandiera)      | C     | Giacomo Benedetti   |
| 11 | Italia (bandiera)      | A     | Simone Ianesi       |
| 12 | Italia (bandiera)      | P     | Giuseppe Ciocci     |
| 13 | Italia (bandiera)      | C     | Giovanni Catanese   |
| 14 | Italia (bandiera)      | A     | Luca Paudice        |
| 14 | Italia (bandiera)      | C     | Alessandro Lombardi |

| N. |                      | Ruolo | Calciatore                |
| -- | -------------------- | ----- | ------------------------- |
| 15 | Italia (bandiera)    | A     | Lorenzo Peli              |
| 16 | Italia (bandiera)    | C     | Lorenzo Ignacchiti        |
| 18 | Italia (bandiera)    | C     | Matteo Guidi              |
| 19 | Argentina (bandiera) | D     | Marcos Espeche (capitano) |
| 20 | Argentina (bandiera) | C     | Isaías Delpupo            |
| 21 | Italia (bandiera)    | C     | Gabriele Perretta         |
| 22 | Italia (bandiera)    | P     | Giovanni Stancampiano     |
| 23 | Italia (bandiera)    | D     | Cristian Cerretti         |
| 24 | Italia (bandiera)    | C     | Leonardo Disegni          |
| 25 | Italia (bandiera)    | A     | Francesco Nicastro        |
| 26 | Italia (bandiera)    | A     | Gabriele Selleri          |
| 27 | Italia (bandiera)    | C     | Alessandro Provenzano     |
| 29 | Italia (bandiera)    | C     | Andrea Salvadori          |
| 30 | Italia (bandiera)    | P     | Niccolò Vivoli            |
| 99 | Italia (bandiera)    | A     | Simone Ganz               |

## Calciomercato

### Sessione estiva(dall'1/7 all'1/9)
| Acquisti | Acquisti              | Acquisti | Acquisti      |
| R.       | Nome                  | da       | Modalità      |
| -------- | --------------------- | -------- | ------------- |
| P        | Mattia Di Furia       | Arezzo   | fine prestito |
| P        | Luca Lewis            | Cesena   | prestito      |
| D        | Samuele Angori        | Empoli   | prestito      |
| D        | Gabriele Calvani      | Genoa    | prestito      |
| D        | Cristian Cerretti     | Imolese  | svincolato    |
| D        | Lorenzo Gagliardi     | Genoa    | prestito      |
| D        | Mattia Pretato        | Arezzo   | fine prestito |
| C        | Michele Ambrosini     | Genoa    | svincolato    |
| C        | Jacopo Ciofi          | Termoli  | fine prestito |
| C        | Isaías Delpupo        | Cagliari | prestito      |
| C        | Leonardo Disegni      | Reggina  | fine prestito |
| C        | Lorenzo Ignacchiti    | Empoli   | prestito      |
| C        | Federico Marrone      | Milan    | svincolato    |
| C        | Alessandro Provenzano | Taranto  | svincolato    |
| A        | Daniel Fossati        | Genoa    | prestito      |
| A        | Simome Ianesi         | Udinese  | svincolato    |
| A        | Luca Pudice           | Mantova  | svincolato    |
| A        | Gabriele Selleri      | Imolese  | svincolato    |

| Cessioni | Cessioni               | Cessioni      | Cessioni      |
| R.       | Nome                   | a             | Modalità      |
| -------- | ---------------------- | ------------- | ------------- |
| P        | Daniele Cagnina        | Terzo Tempo   | fine prestito |
| P        | Mattia Di Furia        |               | svincolato    |
| P        | Alessandro Siano       | Cesena        | svincolato    |
| D        | Riccardo Baroni        | Modena        | fine prestito |
| D        | Giovanni Bonfanti      | Atalanta      | fine prestito |
| D        | Leonardo Di Bella      | Cenaia        | prestito      |
| D        | Leonardo Disegni       | Sangiovannese | prestito      |
| D        | Tiago Gonçalves        | Novara        | fine prestito |
| D        | Riccardo Ladinetti     | Catania       | svincolato    |
| D        | Alessandro Marcandalli | Genoa         | fine prestito |
| D        | Cristian Shiba         | Südtirol      | svincolato    |
| D        | Cosimo Tripoli         |               | svincolato    |
| C        | Jacopo Ciofi           | Montevarchi   | prestito      |
| C        | Marco De Ioannon       |               | svincolato    |
| C        | Nicolas Izzillo        | Pisa          | fine prestito |
| C        | Marco Somma            | Sampdoria     | fine prestito |
| A        | Marzio Casadidio       |               | svincolato    |
| A        | Antonio Cioffi         | Napoli        | fine prestito |
| A        | Cristian Mutton        | Livorno       | svincolato    |
| A        | Lorenzo Peli           | Atalanta      | fine prestito |
| A        | Tomás Sosa             | Vis Pesaro    | fine prestito |

### Sessione invernale(dal 2/1 al 31/1)
| Acquisti | Acquisti            | Acquisti | Acquisti   |
| R.       | Nome                | da       | Modalità   |
| -------- | ------------------- | -------- | ---------- |
| P        | Giuseppe Ciocci     | Cagliari | prestito   |
| C        | Alessandro Lombardi | Rimini   | prestito   |
| A        | Simone Ganz         | Brindisi | svincolato |
| A        | Lorenzo Peli        | Atalanta | prestito   |

| Cessioni | Cessioni           | Cessioni       | Cessioni   |
| R.       | Nome               | a              | Modalità   |
| -------- | ------------------ | -------------- | ---------- |
| C        | Giovanni Catanese  | Arezzo         | definitivo |
| A        | Daniel Fossati     | Sestri Levante | prestito   |
| A        | Francesco Nicastro | Vis Pesaro     | definitivo |
| A        | Luca Paudice       | Renate         | prestito   |

## Risultati

### Serie C

#### Girone di andata
| Arbitro: | Gavini (Aprilia) |

|                        |           |  |
| Delpupo 26’ Ianesi 67’ | Marcatori |  |

| Arbitro: | Angelillo (Nola) |

|             |           |  |
| Montini 64’ | Marcatori |  |

| Arbitro: | De Angeli (Milano) |

|               |           |                                       |
| Benedetti 63’ | Marcatori | 10’ Hraiech 80’ Ogunseye 90+7’ Kargbo |

| Arbitro: | Di Francesco (Ostia Lido) |

|           |           |              |
| Matos 80’ | Marcatori | 56’ Nicastro |

| Arbitro: | Gangi (Enna) |

|                           |           |                            |
| Nicastro 31’ Catanese 53’ | Marcatori | 37’ Melchiorri 39’ Carpani |

| Arbitro: | Frascaro (Firenze) |

|            |           |                   |
| Mawuli 12’ | Marcatori | 87’ (aut.) Chiosa |

| Arbitro: | Gavini (Aprilia) |

|                                              |           |                |
| Marafini 2’ Volpicelli 10’ Chakir 88’, 90+4’ | Marcatori | 34’ Ignacchiti |

| Arbitro: | Renzi (Pesaro) |

|                                           |           |  |
| Angori 13’ Catanese 21’, 29’ Nicastro 67’ | Marcatori |  |

| Sassari 22 ottobre 2023, ore 14:00 CEST 9ª giornata | Torres          | 0 – 0 referto | Pontedera | Stadio Vanni Sanna (4 134 spett.)\| Arbitro: \| Marotta (Sapri) \| |
| Arbitro:                                            | Marotta (Sapri) |               |           |                                                                    |

| Pontedera 26 ottobre 2023, ore 18:30 CEST 10ª giornata | Pontedera       | 0 – 0 referto | Vis Pesaro | Stadio Ettore Mannucci (430 spett.)\| Arbitro: \| Rispoli (Locri) \| |
| Arbitro:                                               | Rispoli (Locri) |               |            |                                                                      |

| Arbitro: | Di Reda (Molfetta) |

|              |           |                     |
| Magnaghi 35’ | Marcatori | 45+2’, 77’ Catanese |

| Arbitro: | Iannello (Messina) |

|             |           |  |
| Selleri 10’ | Marcatori |  |

| Arbitro: | Drigo (Portogruaro) |

|  |           |              |
|  | Marcatori | 66’ Catanese |

| Arbitro: | Luongo (Napoli) |

|  |           |                                                      |
|  | Marcatori | 16’ Cuppone 37’, 55’ Merola 44’ Milani 67’ Tommasini |

| Arbitro: | Zago (Conegliano) |

|  |           |                    |
|  | Marcatori | 20’ (rig.) Zamparo |

| Arbitro: | Peletti (Crema) |

|  |           |              |
|  | Marcatori | 39’ Nicastro |

| Arbitro: | Allegretta (Molfetta) |

|                    |           |          |
| Benedetti 14’, 38’ | Marcatori | 28’ Udoh |

| Arbitro: | Grasso (Ariano Irpino) |

|  |           |                                             |
|  | Marcatori | 11’ (rig.) Zanchetta 50’ Delpupo 67’ Ianesi |

| Arbitro: | Zanotti (Rimini) |

|               |           |                                     |
| Delpupo 90+1’ | Marcatori | 31’ Di Gennaro 90+6’ (rig.) Capello |

#### Girone di ritorno
| Arbitro: | Gandino (Alessandria) |

|  |           |                          |
|  | Marcatori | 67’ Ianesi 75’ Benedetti |

| Arbitro: | Ceriello (Chiari) |

|                                                    |           |  |
| Ianesi 35’ Guidi 68’ Ignacchiti 72’ Provenzano 90’ | Marcatori |  |

| Arbitro: | Ubaldi (Roma 1) |

|                                  |           |  |
| Shpendi 21’, 26’, 28’ Kargbo 37’ | Marcatori |  |

| Arbitro: | Cherchi (Carbonia) |

|                       |           |                            |
| Guidi 52’ Delpupo 86’ | Marcatori | 22’ Sylla 43’, 77’ Mezzoni |

| Arbitro: | Andeng Tona Mbei (Cuneo) |

|                                        |           |                                               |
| Carpani 15’, 41’ Raimo 53’ Ahmetaj 61’ | Marcatori | 21’, 23’, 32’ Delpupo 29’ Perretta 55’ Ianesi |

| Arbitro: | Ramondino (Palermo) |

|                   |           |             |
| Donati 78’ (aut.) | Marcatori | 52’ Montini |

| Arbitro: | Gemelli (Messina) |

|                           |           |                                     |
| Angori 54’ Ignacchiti 62’ | Marcatori | 20’ Gambale 23’ Njambe 88’ Lombardi |

| Arbitro: | Peletti (Crema) |

|                                   |           |            |
| Morra 49’, 60’ (rig.) Lamesta 77’ | Marcatori | 10’ Ianesi |

| Arbitro: | Milone (Taurianova) |

|          |           |                          |
| Ganz 90’ | Marcatori | 52’ Scotto 62’ Zambataro |

| Arbitro: | Pezzopane (L'Aquila) |

|  |           |               |
|  | Marcatori | 90+3’ Espeche |

| Arbitro: | Poli (Verona) |

|                         |           |                      |
| Pretato 63’ Delpupo 65’ | Marcatori | 35’, 71’ Rizzo Pinna |

| Arbitro: | Di Loreto (Terni) |

|             |           |                  |
| Sekulov 21’ | Marcatori | 2’ (aut.) Savona |

| Arbitro: | Renzi (Pesaro) |

|                           |           |              |
| Peli 45+2’ Lombardi 90+2’ | Marcatori | 18’ Dalmonte |

| Arbitro: | Silvestri (Roma 1) |

|            |           |  |
| Merola 44’ | Marcatori |  |

| Arbitro: | Gauzolino (Torino) |

|                                          |           |                |
| Corbari 33’ Giovannini 60’ Petermann 79’ | Marcatori | 36’ Ignacchiti |

| Arbitro: | Rinaldi (Bassano del Grappa) |

|                      |           |  |
| Angori 7’ Peli 90+5’ | Marcatori |  |

| Gubbio 14 aprile 2024, ore 18:30 CEST 36ª giornata | Gubbio          | 0 – 0 referto | Pontedera | Stadio Pietro Barbetti (996 spett.)\| Arbitro: \| Marotta (Sapri) \| |
| Arbitro:                                           | Marotta (Sapri) |               |           |                                                                      |

| Arbitro: | Viapiana (Catanzaro) |

|                           |           |                       |
| Delpupo 21’ Ambrosini 43’ | Marcatori | 4’ Fabbri 52’ Catania |

| Arbitro: | Zago (Conegliano) |

|                          |           |                |
| Cicconi 44’ Zuelli 45+1’ | Marcatori | 68’ Ignacchiti |

#### Play-off
| Arbitro: | Costanza (Agrigento) |

|                  |           |                              |
| Cuppone 35’, 38’ | Marcatori | 3’ (aut.) Milani 67’ Delpupo |

### Coppa Italia Serie C
| Arbitro: | D'Eusanio (Faenza) |

|  |           |               |
|  | Marcatori | 76’ Benedetti |

| Arbitro: | Cherchi (Carbonia) |

|              |           |                            |
| Prinelli 87’ | Marcatori | 20’ Fossati 43’ Ignacchiti |

| Arbitro: | Morotti (Bergamo) |

|  |           |             |
|  | Marcatori | 31’ Fossati |

| Arbitro: | Ubaldi (Roma 1) |

|  |           |           |
|  | Marcatori | 9’ Kirwan |

## Statistiche

### Statistiche di squadra
| Competizione         | Punti | In casa | In casa | In casa | In casa | In casa | In casa | In trasferta | In trasferta | In trasferta | In trasferta | In trasferta | In trasferta | Totale | Totale | Totale | Totale | Totale | Totale | DR |
| Competizione         | Punti | G       | V       | N       | P       | Gf      | Gs      | G            | V            | N            | P            | Gf           | Gs           | G      | V      | N      | P      | Gf     | Gs     | DR |
| -------------------- | ----- | ------- | ------- | ------- | ------- | ------- | ------- | ------------ | ------------ | ------------ | ------------ | ------------ | ------------ | ------ | ------ | ------ | ------ | ------ | ------ | -- |
| Serie C              | 52    | 19      | 7       | 5       | 7       | 31      | 28      | 19           | 7            | 5            | 7            | 22           | 26           | 38     | 14     | 10     | 14     | 53     | 54     | -1 |
| Play-off             | -     | 0       | 0       | 0       | 0       | 0       | 0       | 1            | 0            | 1            | 0            | 2            | 2            | 1      | 0      | 1      | 0      | 2      | 2      | 0  |
| Coppa Italia Serie C | -     | 1       | 0       | 0       | 1       | 0       | 1       | 3            | 3            | 0            | 0            | 4            | 1            | 4      | 3      | 0      | 1      | 4      | 2      | +2 |
| Totale               | 52    | 20      | 7       | 5       | 8       | 31      | 29      | 23           | 10           | 6            | 7            | 28           | 29           | 43     | 17     | 11     | 15     | 59     | 58     | +1 |

### Andamento in campionato
| Giornata  | 1 | 2 | 3  | 4  | 5  | 6  | 7  | 8  | 9  | 10 | 11 | 12 | 13 | 14 | 15 | 16 | 17 | 18 | 19 | 20 | 21 | 22 | 23 | 24 | 25 | 26 | 27 | 28 | 29 | 30 | 31 | 32 | 33 | 34 | 35 | 36 | 37 | 38 |
| --------- | - | - | -- | -- | -- | -- | -- | -- | -- | -- | -- | -- | -- | -- | -- | -- | -- | -- | -- | -- | -- | -- | -- | -- | -- | -- | -- | -- | -- | -- | -- | -- | -- | -- | -- | -- | -- | -- |
| Luogo     | C | T | C  | T  | C  | T  | T  | C  | T  | C  | T  | C  | T  | C  | C  | T  | C  | T  | C  | T  | C  | T  | C  | T  | C  | C  | T  | C  | T  | C  | T  | C  | T  | T  | C  | T  | C  | T  |
| Risultato | V | P | P  | N  | N  | N  | P  | V  | N  | N  | V  | V  | V  | P  | P  | V  | V  | V  | P  | V  | V  | P  | P  | V  | N  | P  | P  | P  | V  | N  | N  | V  | P  | P  | V  | N  | N  | P  |
| Posizione | 3 | 7 | 13 | 13 | 12 | 13 | 15 | 10 | 12 | 13 | 9  | 7  | 7  | 8  | 8  | 7  | 7  | 6  | 6  | 5  | 5  | 6  | 7  | 7  | 7  | 7  | 7  | 7  | 7  | 7  | 7  | 6  | 8  | 9  | 6  | 7  | 8  | 9  |

Legenda:

Luogo: C = Casa; T = Trasferta. Risultato: V = Vittoria; N = Pareggio; P = Sconfitta.